# 鹿港龍山寺
鹿港龍山寺，為臺灣彰化縣鹿港鎮的廟宇，主祀觀世音菩薩，本廟與臺灣另外幾座以龍山寺命名的寺廟──淡水龍山寺、艋舺龍山寺、臺南龍山寺、鳳山龍山寺等，都是分靈自福建省泉州府晉江縣的泉安龍山寺，該廟也是臺灣所有龍山寺中規模最大、保存最為完整的建築，目前為國定古蹟。

## 歷史
1647年（南明永曆元年），泉州三邑移民來台，自泉安龍山寺分香觀音大士佛像，於鹿港暗街仔（大有街）初建奉祀。1685年，純真禪師創建。1786年，總理林振嵩、都司陳邦光遷建。1829年，總理林廷璋、同知王蘭佩重修。
1897年（明治30年），日軍的從軍佈教使佐佐木一道租用鹿港龍山寺後殿，成立淨土真宗本願寺派布教所，並創立敬愛學校，親自教授日文，另聘請秀才鄭鴻猷、鄭玉田教導漢文。1898年（明治31年）改由光明智曉和尚擔任校長，智曉將學校改為公學校制度，並且向龍山寺主持林文蓮與檀越代表提議將鹿港龍山寺改為本願寺派的分寺，1904年鹿港龍山寺加入本願寺派，正殿改奉阿彌陀佛，原泉安分靈的觀音大士神像遷至後殿，但是仍以林文蓮為主持。1907年住持林文蓮逝世後，由智曉接管龍山寺，1921年（大正10年）後殿失火，觀音寶像毀損。
1945年，日本二戰投降，中國國民政府代表盟軍接收臺灣，鹿港龍山寺改由檀越組織管理委員會主持。1961年，重塑觀音菩薩寶像安座正殿，原日本阿彌陀佛寶像移祀後殿。1983年12月，內政部將鹿港龍山寺登錄為國家第一級古蹟（今國定古蹟）。
1999年921大地震，造成鹿港龍山寺建築嚴重損毀，包括：山門構架變形、木柱位移、屋頂傾斜，五門戲台及拜殿木柱位移，正殿屋脊及燕尾斷裂、山牆龜裂傾斜，後殿牆壁坍塌、梁柱門牆之雕畫及多項工藝文物亦遭受相當程度之損壞，所幸寺內祀奉諸佛像倖皆完存。2000年8月，內政部舉辦震後災損修復工程說明會，會中專家學者與地方各界決議利用這機會做大規模整修。修復工程經費由寶成國際集團旗下裕元基金會負責完全籌措捐資，修復工程書圖及施工監造仍依內政部審定計畫、政府主管機構負責。修復工程於2008年9月竣工。

## 建築
鹿港龍山寺是一個大型建築物，被認為是現在在臺灣保存最完整的台灣清治時期建築物。整個廟宇最重要的是其建築和雕刻。
鹿港龍山寺佔地一千六百多坪，為三進二院七開間的建築格局，分為山門、五門殿（含戲台）、正殿（含拜殿）、後殿。鹿港龍山寺戲台上方藻井結構，是台灣保存年代最早且最大的作品。八卦藻井設立於戲台上方，具有演戲時共鳴的效果。

## 圖輯

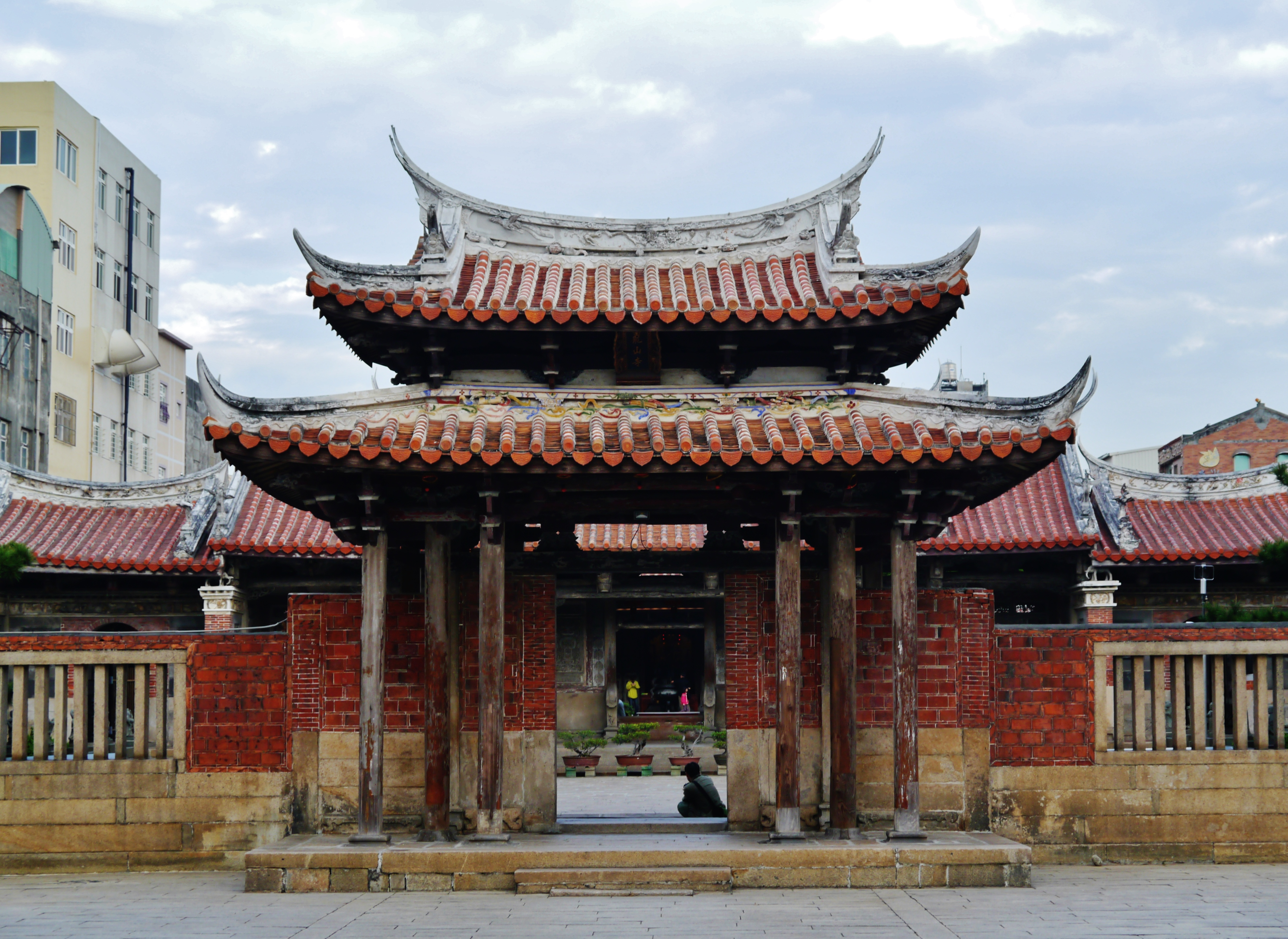
鹿港龍山寺山門
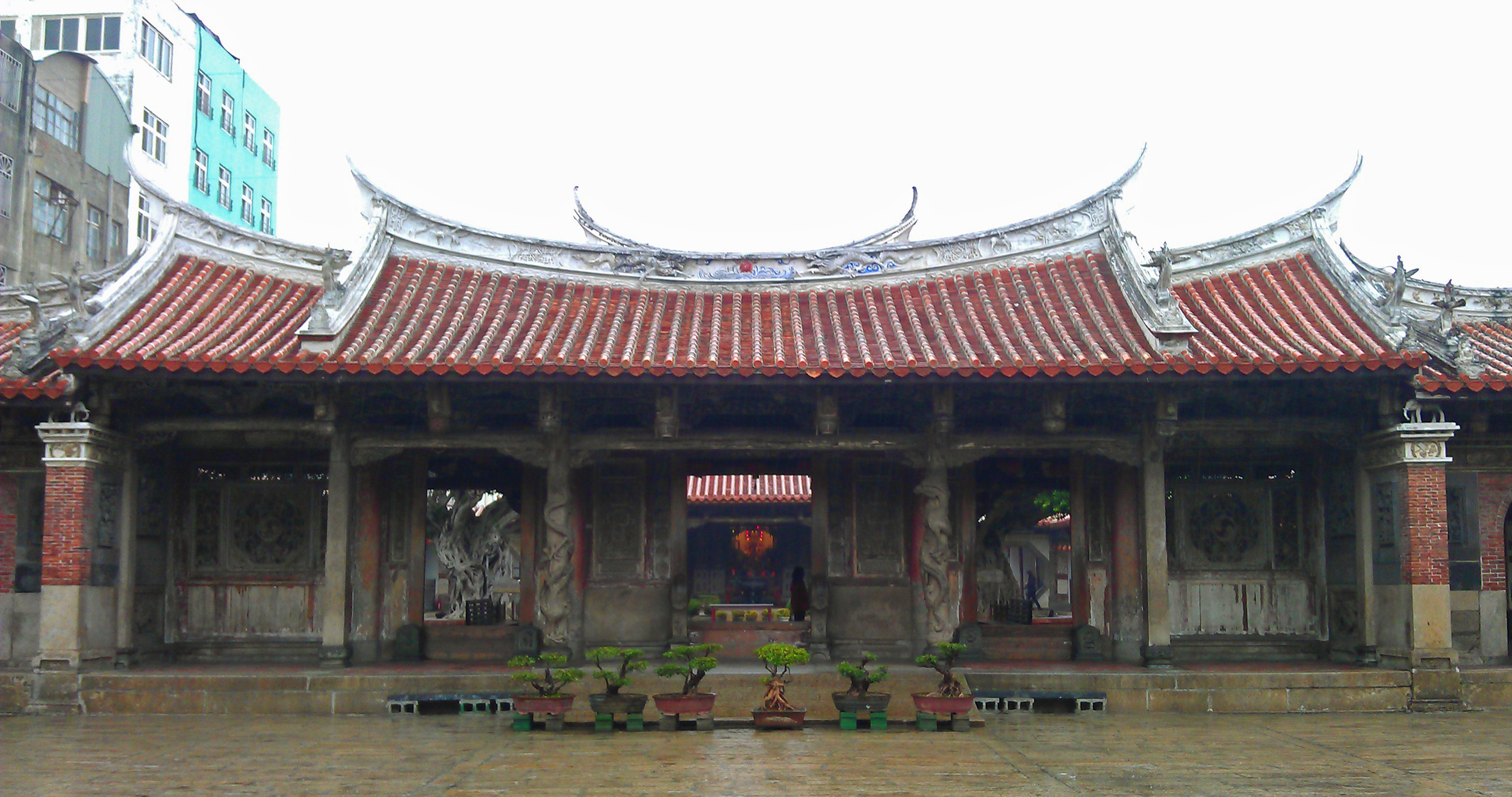
鹿港龍山寺五門殿
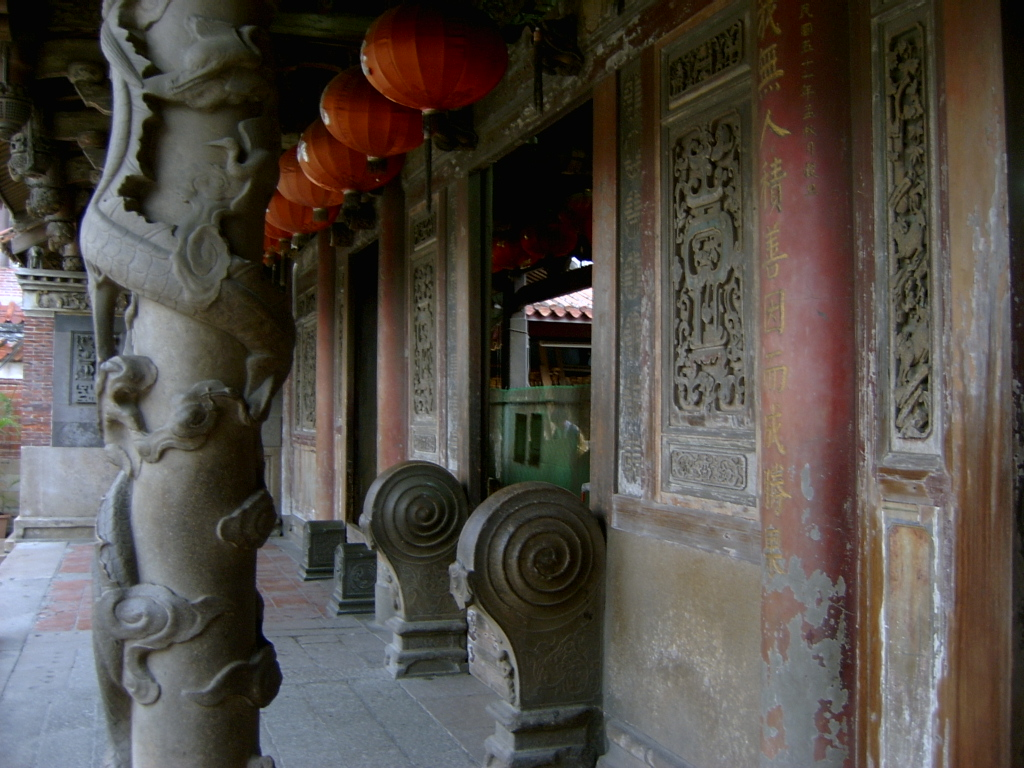
鹿港龍山寺五門殿
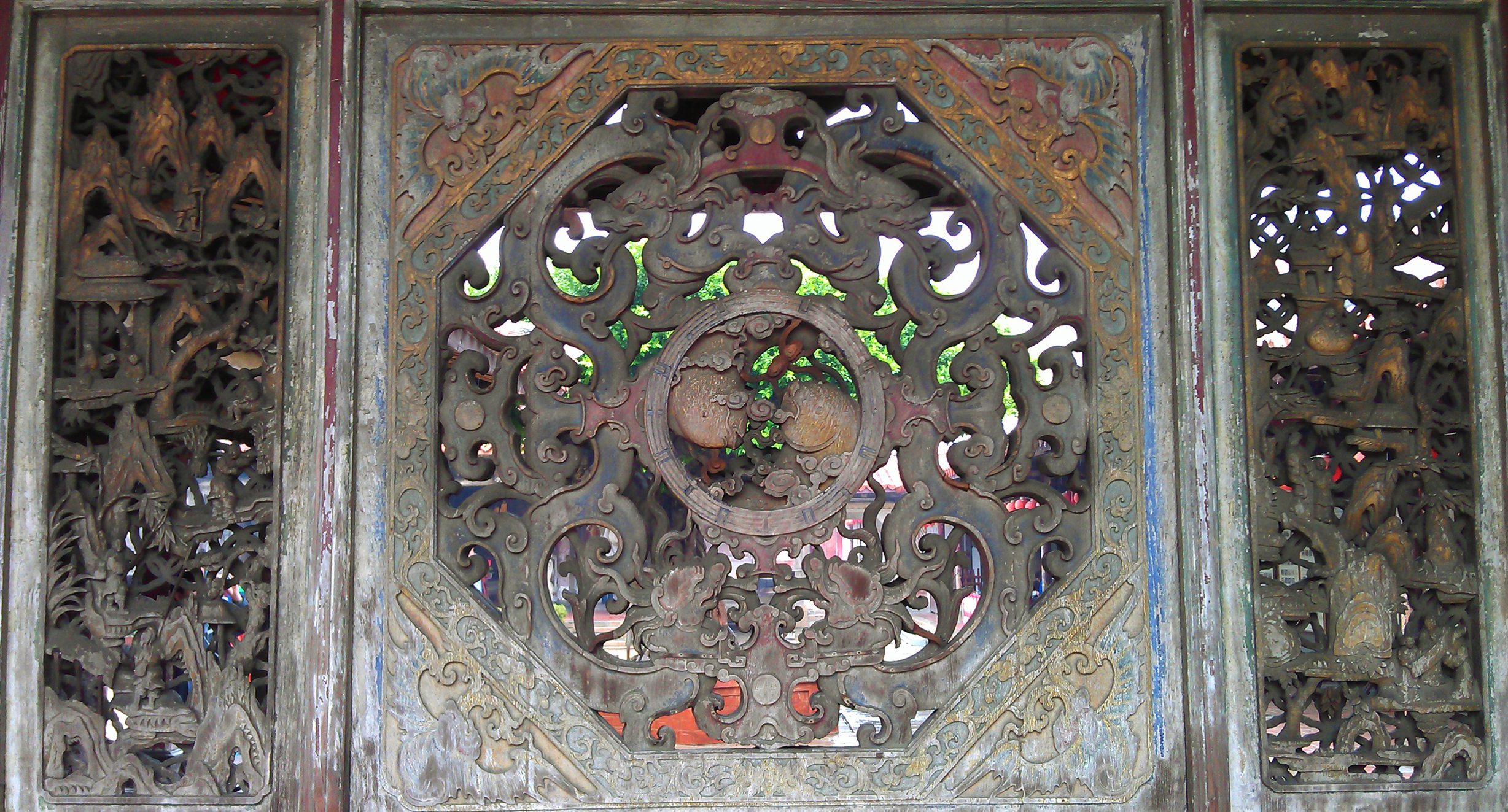
鹿港龍山寺五門殿八卦窗
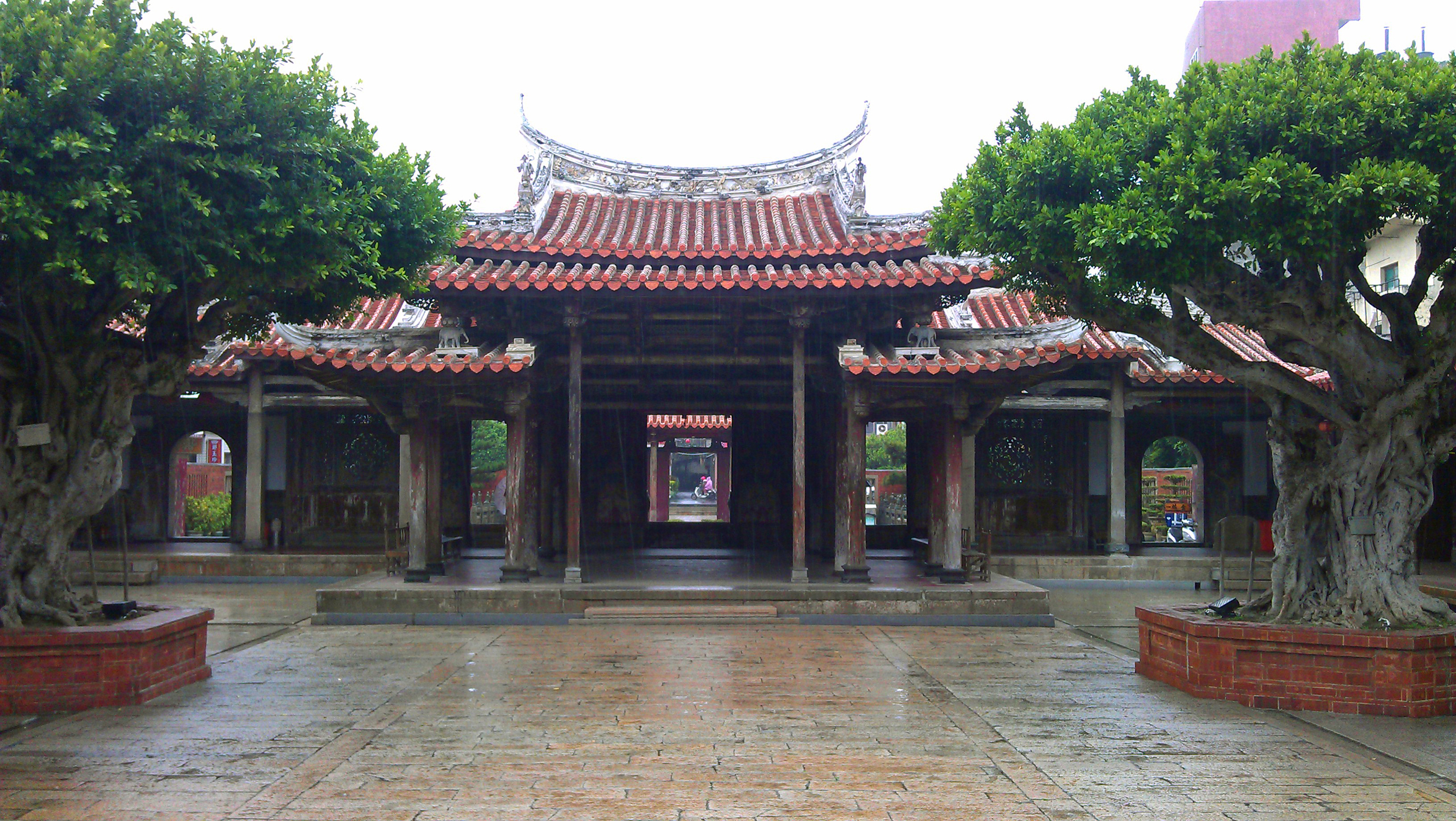
鹿港龍山寺戲台
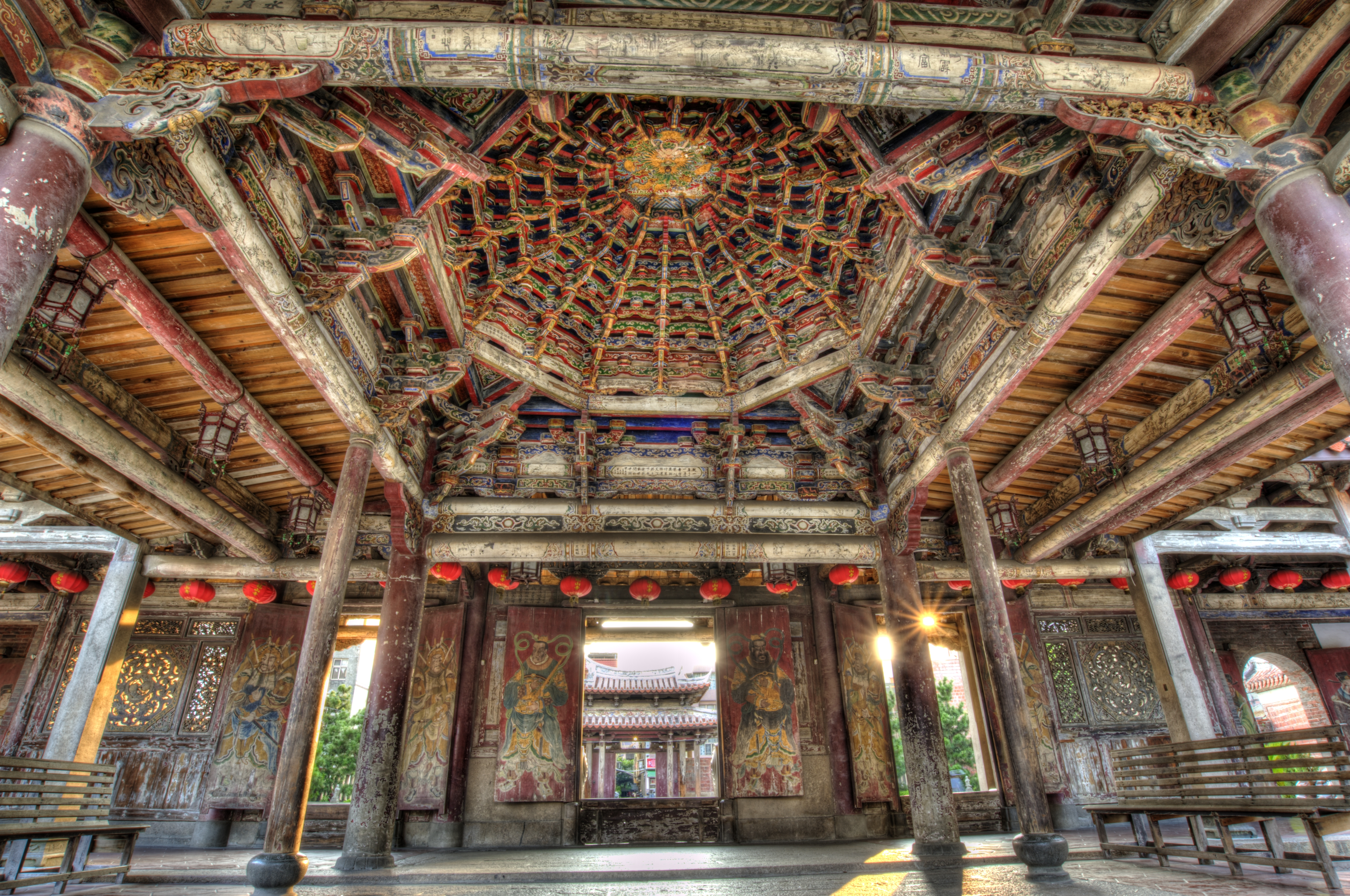
鹿港龍山寺戲台八卦藻井
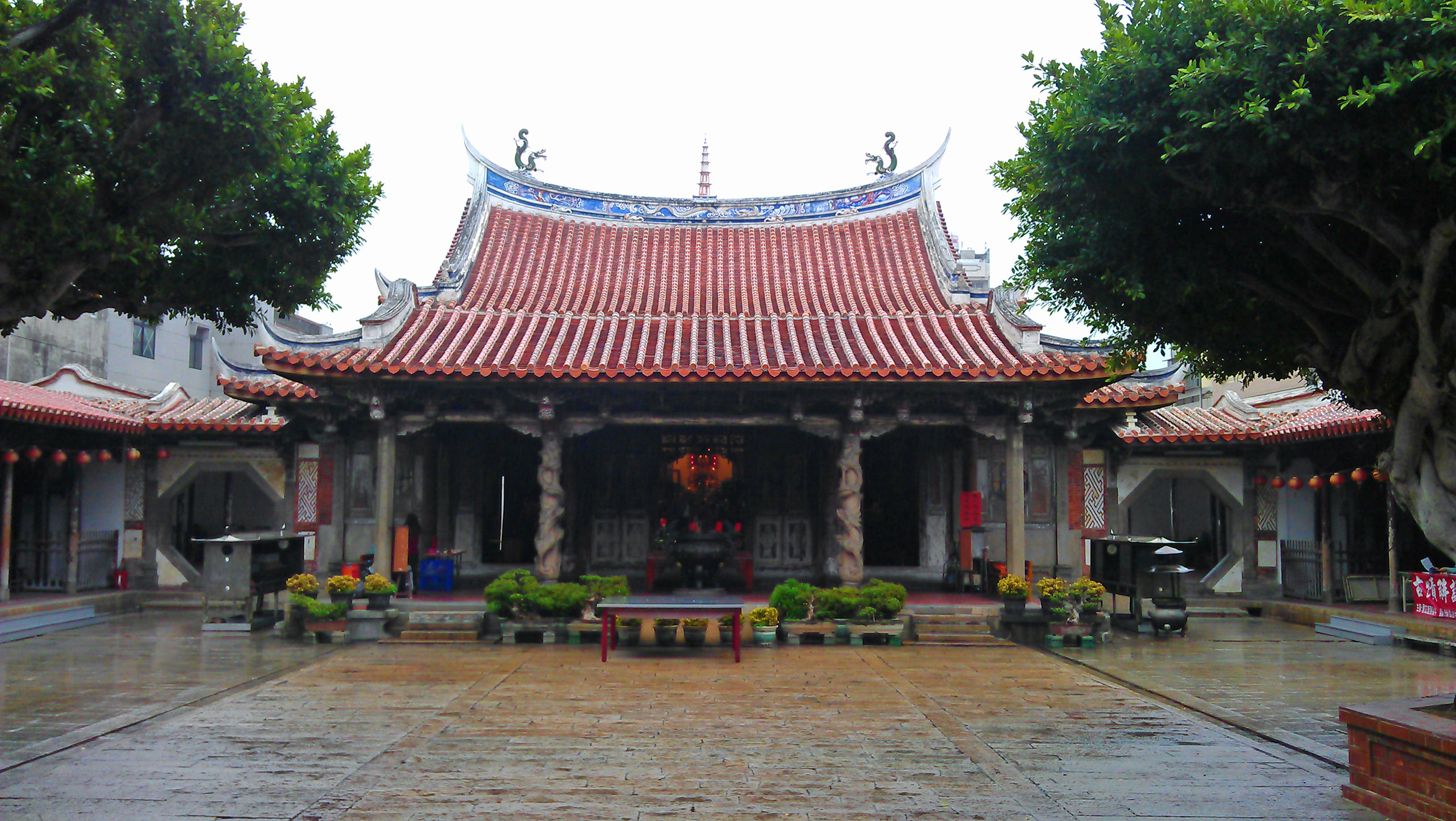
鹿港龍山寺拜殿和正殿
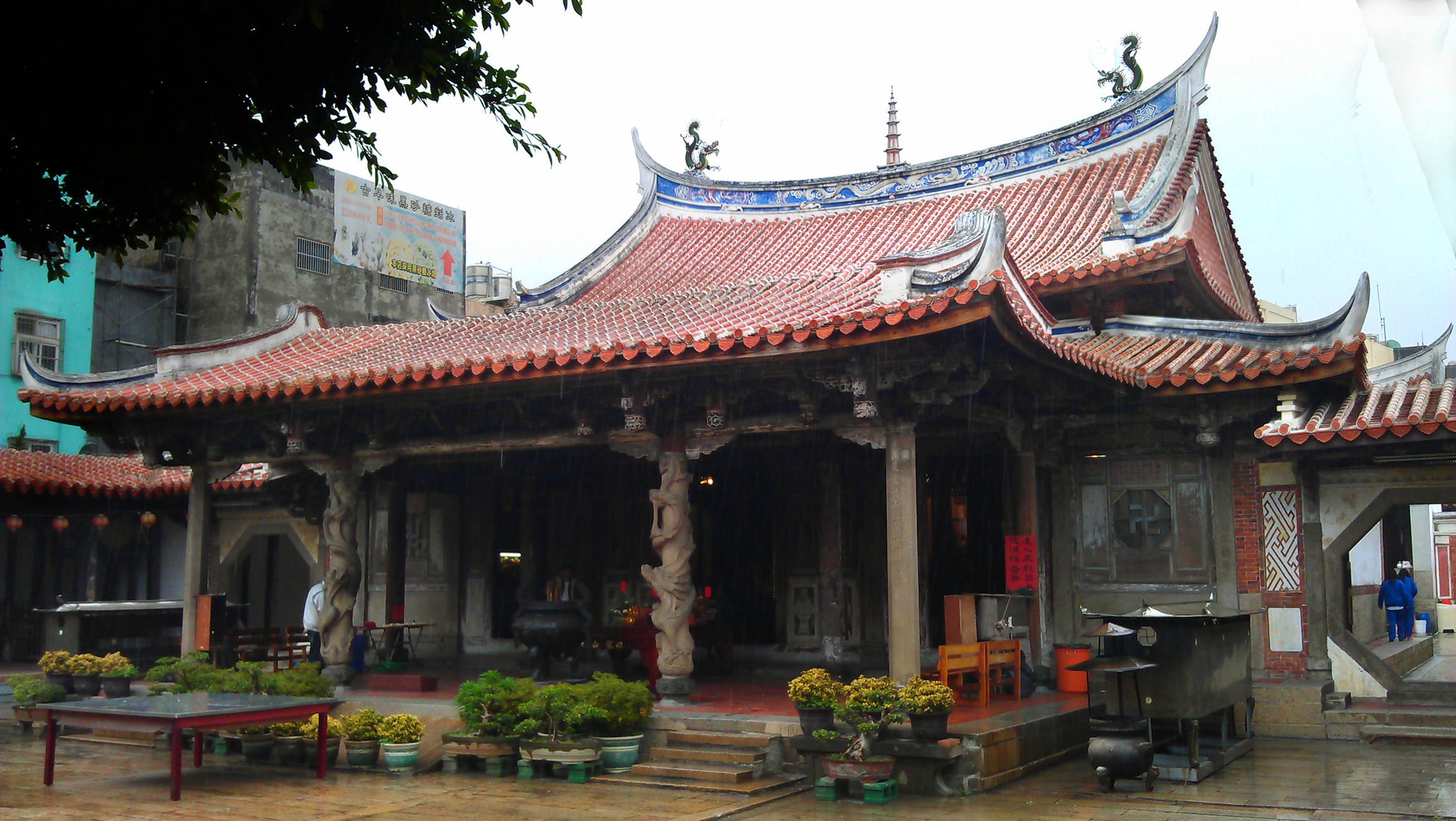
鹿港龍山寺拜殿和正殿
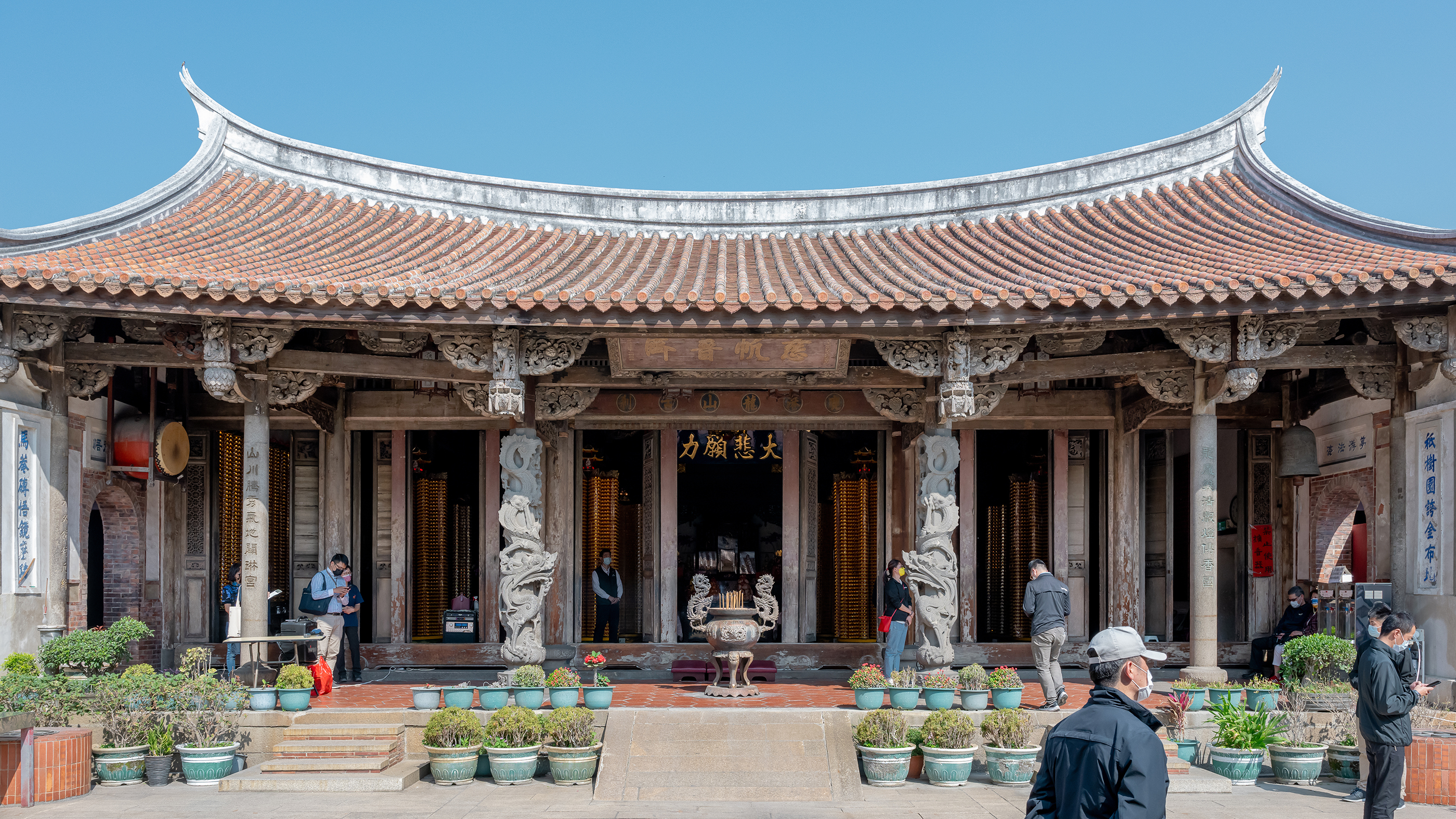
鹿港龍山寺後殿
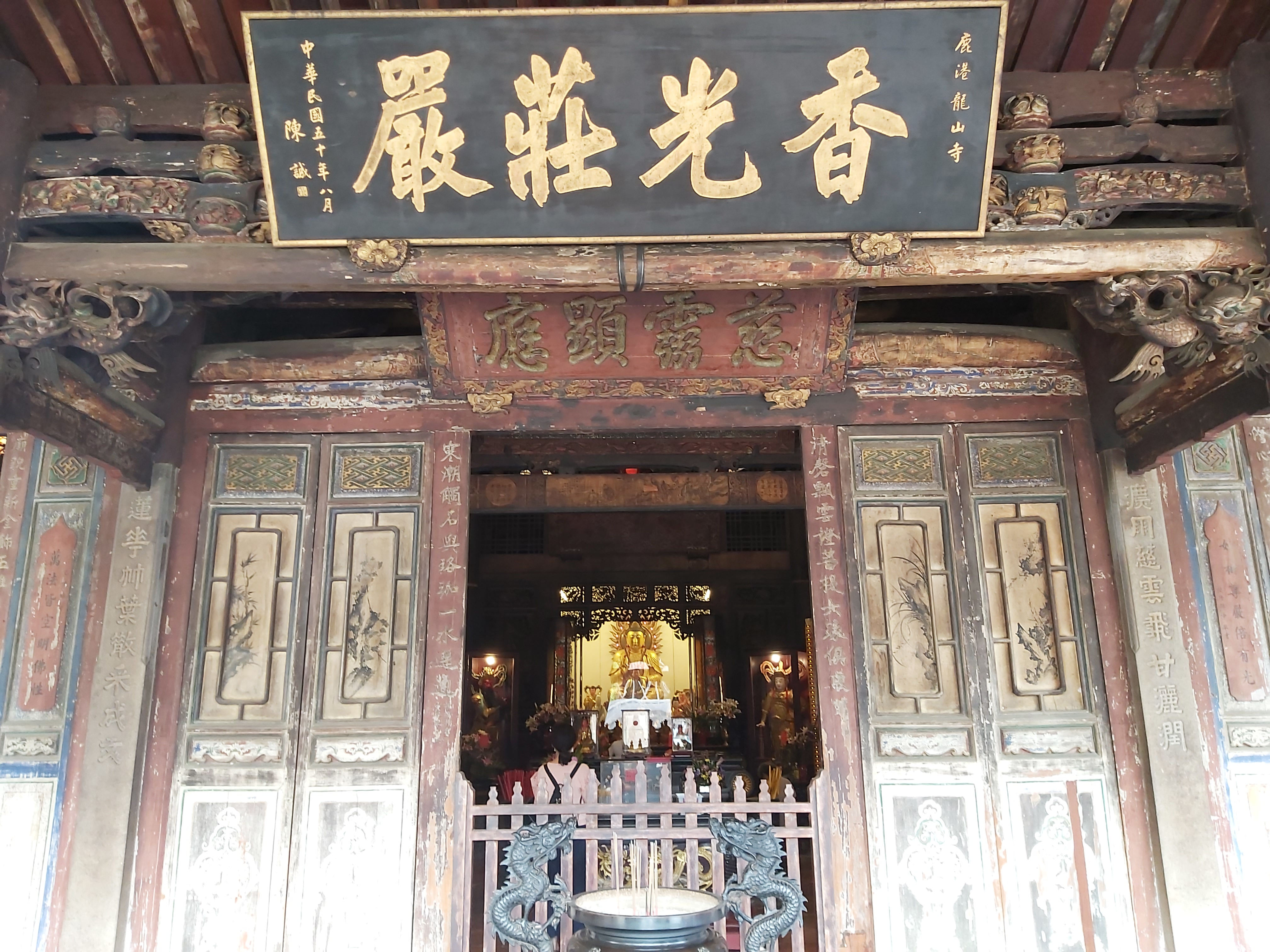
鹿港龍山寺正殿副總統陳誠題匾
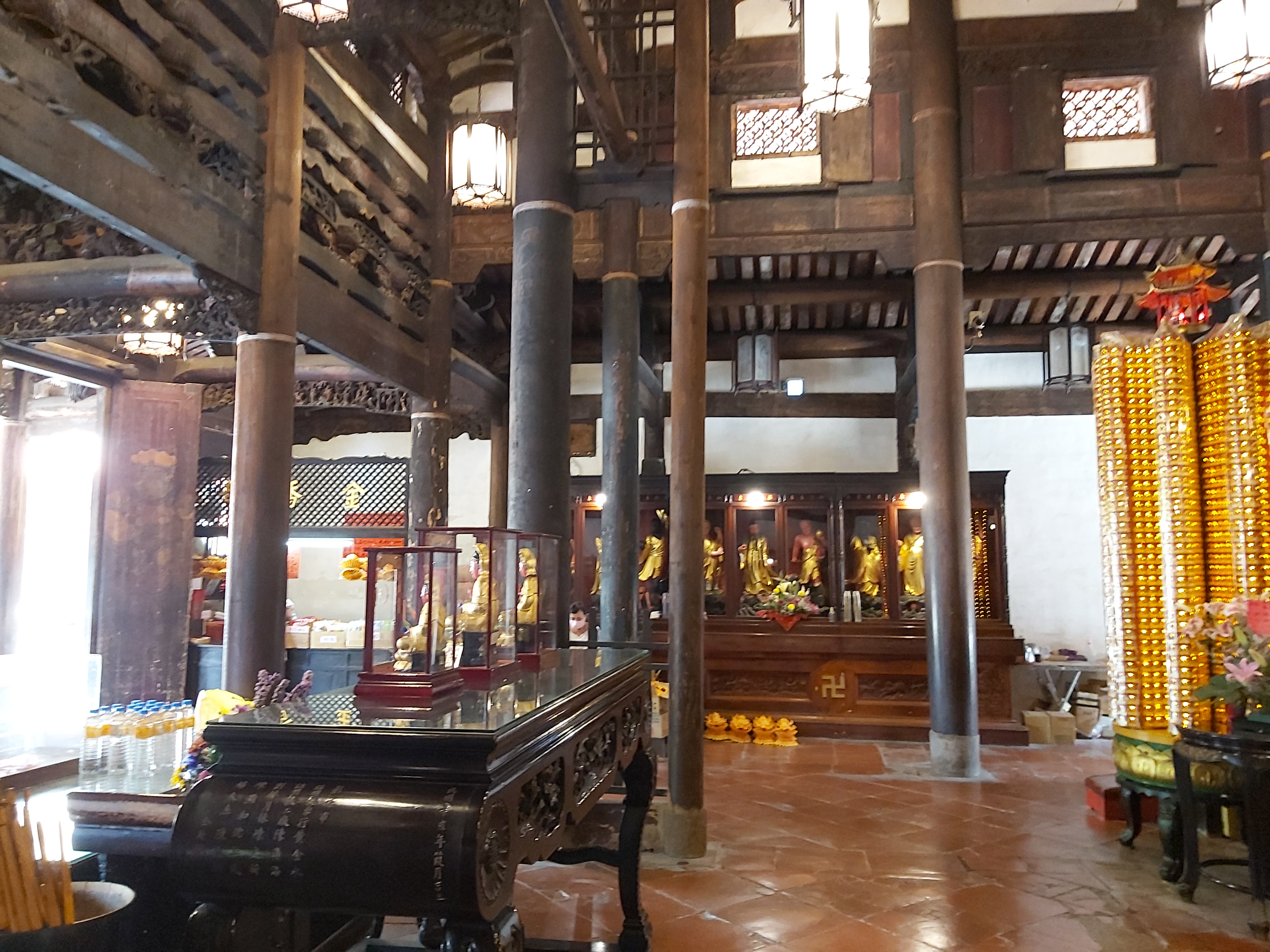
鹿港龍山寺正殿內部
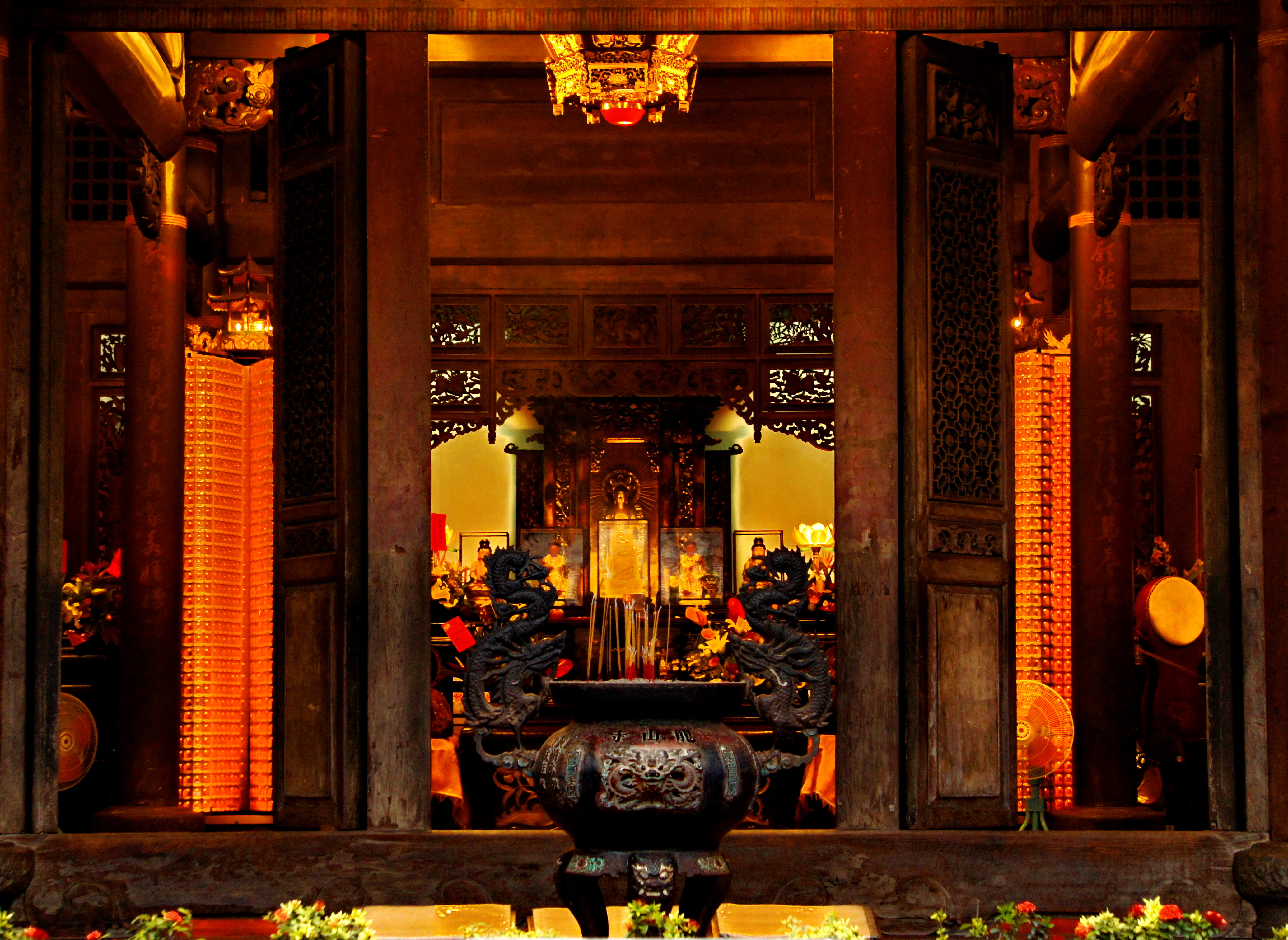
鹿港龍山寺後殿內部
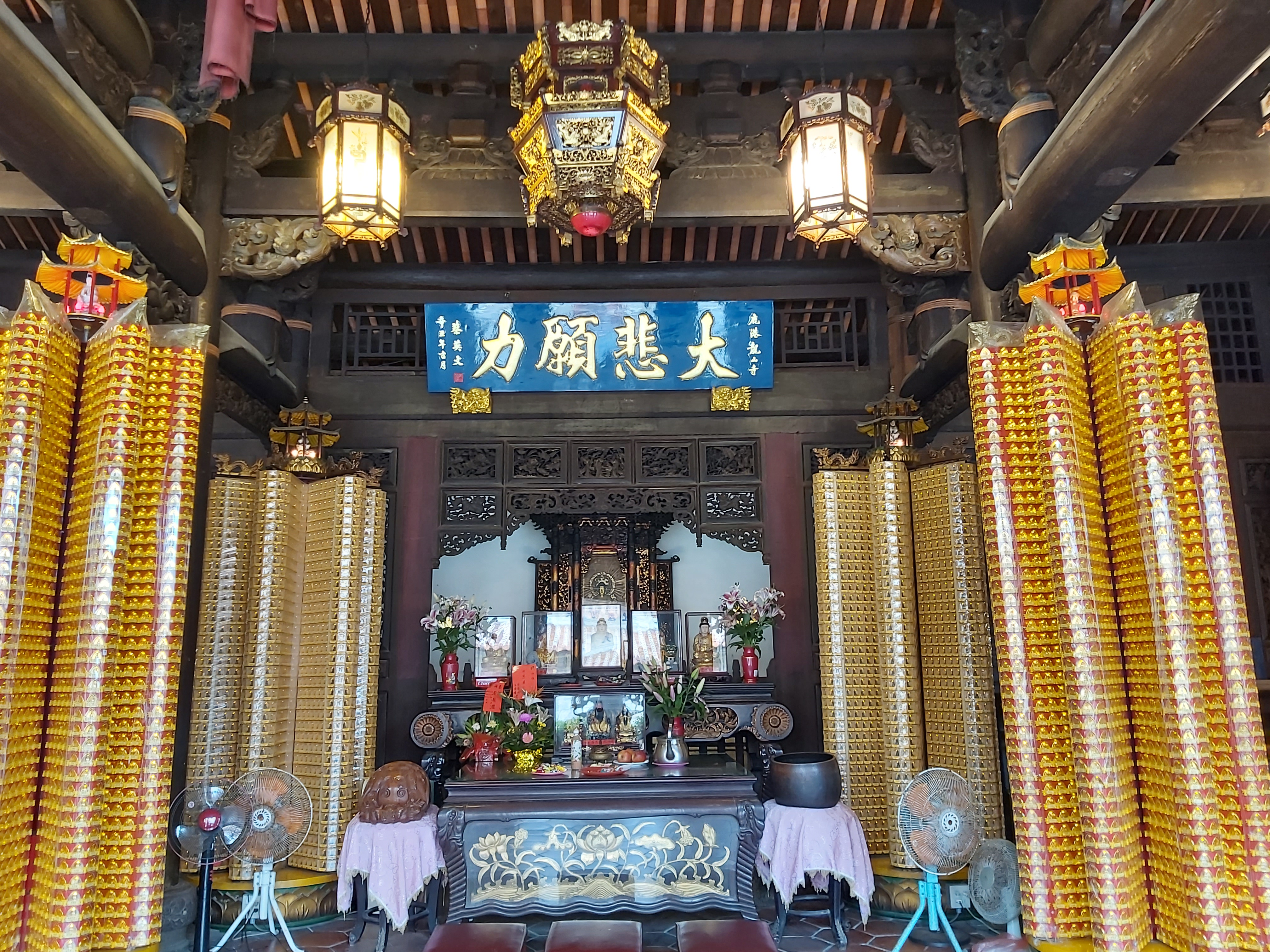
鹿港龍山寺後殿總統蔡英文題匾
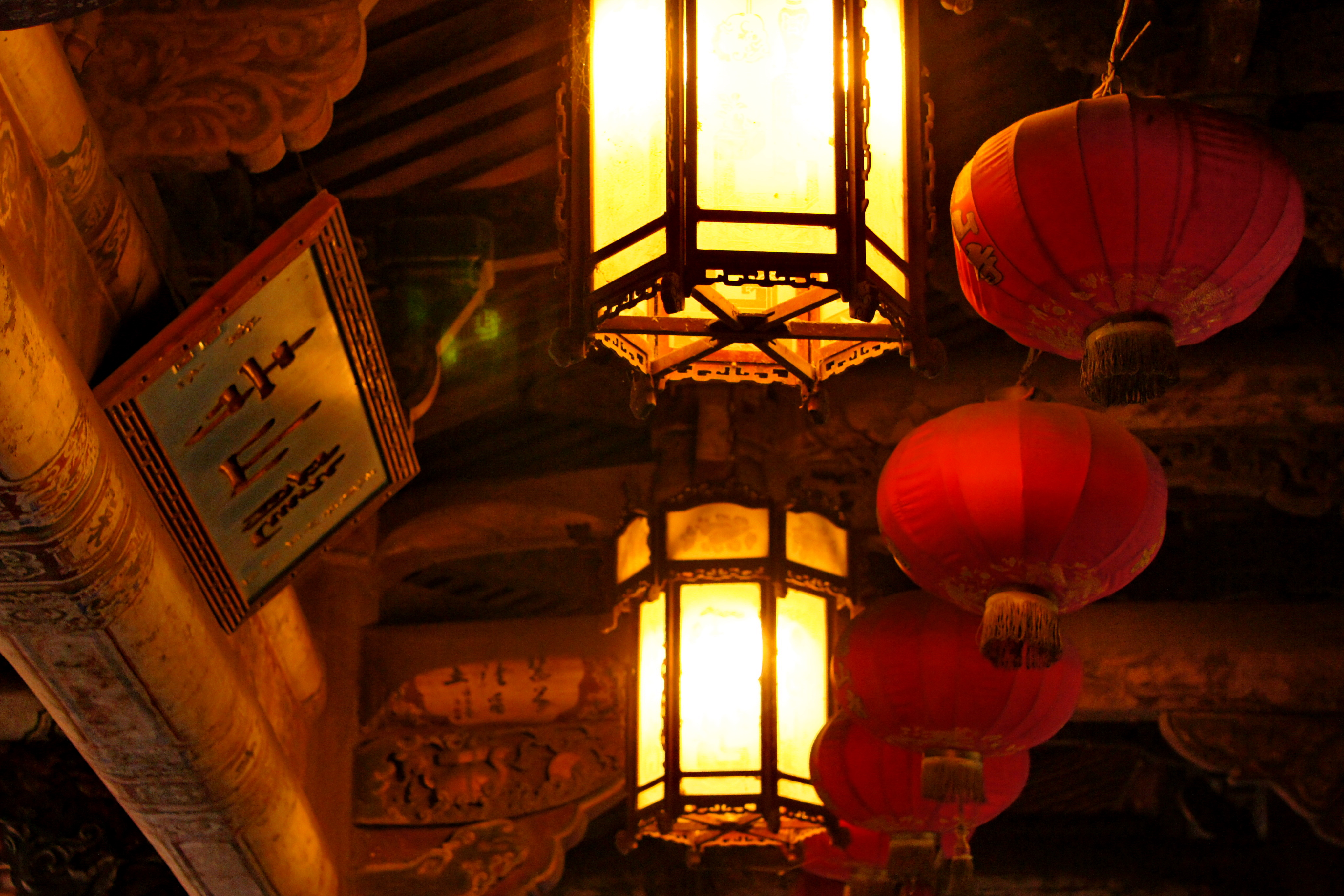
鹿港龍山寺内黃杰將軍題匾

## 祭祀

### 神祇
- 正殿：觀世音菩薩[10]、十八羅漢、境主公、註生娘娘、齊天大聖、龍王尊神
- 後殿：三寶佛（釋迦牟尼佛、藥師佛、阿彌陀佛）、文殊菩薩、普賢菩薩、地藏菩薩、玄天上帝、風神、雨神、文昌帝君、太歲星君

### 祭典活動
- 元宵節躦燈腳：農曆正月十五日
- 釋迦牟尼佛出家日：農曆二月初八
- 釋迦牟尼佛涅槃日：農曆二月十五日
- 觀音菩薩誕辰日：農曆二月十九日
- 普賢菩薩誕辰日：農曆二月二十一日
- 龍王尊神誕辰日：農曆二月二十四日
- 文殊菩薩誕辰日：農曆四月初四
- 佛誕節（浴佛節）：農曆四月八日
- 觀音菩薩成道日：農曆六月十九日
- 中元普渡盂蘭盆節：農曆七月十二日
- 地藏菩薩誕辰日：農曆七月三十日
- 觀音菩薩出家紀念日：農曆九月十九日
- 藥師佛誕辰日：農曆九月三十日
- 阿彌陀佛誕辰日：農曆十一月十七日
- 釋迦牟尼佛成道日：農曆十二月八日

## 外部連結
- 官方网站 （页面存档备份，存于）